# Hengshui
Hengshui (kinesisk: 衡水; pinyin: Héngshuǐ) er en by på præfekturniveau i provinsen Hebei i den nordlige del af Folkerepublikken Kina, tæt ved Beijing. Præfekturet har et areal er på 8.815 km² og en befolkning på 4,15 millioner mennesker.
Byen ligger i et af det nordlige Kinas rigeste landbrugsområder. Her ligger også Hengfeng kulkraftværk

## Administrative enheder
Bypræfekturet Hengshui har jurisdiktion over et distrikt (区 qū), 2 byamter (市 shì) og 8 amter (县 xiàn).
| Kort               | Kort     | Kort   | Kort          | Kort                   | Kort        | Kort               |
| ------------------ | -------- | ------ | ------------- | ---------------------- | ----------- | ------------------ |
| Kort over Hengshui |          |        |               |                        |             |                    |
| #                  | Navn     | Hanzi  | Pinyin        | Befolkning (2004 est.) | Areal (km²) | Tæthed (indb./km²) |
| Distrikter         |          |        |               |                        |             |                    |
| 1                  | Taocheng | 桃城区 | Táochéng Qū   | 440 000                | 590         | 746                |
| Byamter            |          |        |               |                        |             |                    |
| 2                  | Jizhou   | 冀州市 | Jìzhōu Shì    | 360 000                | 918         | 392                |
| 3                  | Shenzhou | 深州市 | Shēnzhōu Shì  | 560 000                | 1 244       | 450                |
| Amter              |          |        |               |                        |             |                    |
| 4                  | Zaoqiang | 枣强县 | Zǎoqiáng Xiàn | 380 000                | 903         | 421                |
| 5                  | Wuyi     | 武邑县 | Wǔyì Xiàn     | 310 000                | 830         | 373                |
| 6                  | Wuqiang  | 武强县 | Wǔqiáng Xiàn  | 210 000                | 442         | 475                |
| 7                  | Raoyang  | 饶阳县 | Ráoyáng Xiàn  | 290 000                | 573         | 506                |
| 8                  | Anping   | 安平县 | Ānpíng Xiàn   | 310 000                | 493         | 629                |
| 9                  | Gucheng  | 故城县 | Gùchéng Xiàn  | 470 000                | 941         | 499                |
| 10                 | Jing     | 景县   | Jǐng Xiàn     | 500 000                | 1 183       | 423                |
| 11                 | Fucheng  | 阜城县 | Fùchéng Xiàn  | 320 000                | 698         | 458                |

## Trafik

### Jernbane
Den vigtige jernbanelinje Jingjiubanen har stoppested her på sin rute fra Beijing vestbanestation til Kowloon i Hongkong. Denne linje går blandt andet gennem Heze, Shangqiu, Xinzhou, Jiujiang, Nanchang, Heyuan, Huizhou og Shenzhen.
Qingdao-Taiyuan højhastighedstog standser her på sin rute fra Qingdao til Taiyuan.

### Veje
Kinas rigsvej 106 går gennem området. Den løber fra Beijing og passerer blandt andet Puyang, Kaifeng, Ezhou og Shaoguan på sin vej ned til Guangzhou i Sydkina.